# علاء ميهوب
علاء ميهوب (مواليد 19 يناير 1962) هو لاعب كرة قدم سابق بالنادي الأهلي المصري في حقبة الثمانينات (الجيل الذهبي). ويعتبر من أفضل لاعبى خط الوسط الذين انجبتهم ملاعب الكرة المصرية عامة والنادى الأهلى خاصة. وساهم مع النادى الأهلى في تحقيق العديد من البطولات المحلية والأفريقية. ويمتاز علاء ميهوب كصانع العاب ماهر كما أنه يمتاز عن معظم لاعبى مركزه (خط الوسط) في قدرتة الفائقه على احراز الأهداف فقد احرز علاء ميهوب 11 هدفا للنادى الأهلى في بطولات الأندية الأفريقية. وهو رقم لم يحققه مهاجمون كثيرون. كما احرز علاء ميهوب العديد من الأهداف المحلية المؤثرة في احراز البطولات. اذكر منها على سبيل المثال هدفه في مرمى المصري البور سعيدى في نهائى كأس مصر 1984 في الوقت بدل الضائع وكان المصري متقدما بهدف للاشئ مما اتاح الفرصة لاقتناص الكأس حيث تمكن الأهلى من الفوز بعد ذلك 3/1 في الوقت الاضافى. وأيضا هدفه في مرمى الزمالك في ختام الدورى العام 88 - 1989 م. عندما احرز هدف المباراة الوحيد الذي لولاه ما فاز الأهلى بالدورى ذلك الموسم. كان ميهوب ضمن قائمة منتخب مصر المشارك في كأس العالم 1990 في إيطاليا، إلا أنه لم يلعب في أية مباراة.

## روابط خارجية
- علاء ميهوب على موقع الاتحاد الدولي (مؤرشف)  (الإنجليزية)
- علاء ميهوب على موقع ناشيونال فوتبول تيمز (الإنجليزية)
- علاء ميهوب على موقع كووورة